# Kobietka (film 1976)
Kobietka (ros. Сладкая женщина, Sładkaja żenszczina) – radziecki film z 1976 roku w reżyserii Władimira Fietina na podstawie powieści Iriny Wielembowskiej Słodka kobieta.

## Obsada
- Natalja Gundariewa jako Anna Dobrochotowa
- Oleg Jankowski jako Tichon
- Piotr Wieljaminow jako Nikołaj Jegorowicz
- Rimma Markowa jako matka Anny
- Swietłana Karpinska jako Lida, przyjaciółka Anny
- Gieorgij Korolczuk jako Łarik
- Nina Alisowa jako Raisa Szubkina
- Fiodor Nikitin jako Szubkin